# Anthony William
Anthony William Coviello, được biết đến với tên Anthony William hoặc Chuyên gia y học tâm linh, là một người giao tiếp linh hồn tự xưng và thường đưa ra các lời khuyên về y khoa và sức khỏe có tính chất ngụy khoa học dựa trên một khả năng giao tiếp với Linh hồn. Anh xuất bản nhiều cuốn sách và là tác giả của nhiều bài viết trên các diễn đàn trực tuyến, ví dụ như trang Goop của nữ diễn viên Gwyneth Paltrow cũng như trên website cá nhân của anh.
William tin rằng virut Epstein-Barr là nguyên nhân chính cho nhiều chứng bệnh, bao gồm cả ung thư. Anh tự nhận mình là người đầu tiên nghĩ ra phương pháp detox bằng cách uống nước chanh vào buổi sáng cũng như phương pháp giảm béo cấp tốc bằng nước ép cần tây, và đưa ra nhiều tác dụng có lợi khác của loại nước ép này. Nhiều ý kiến phản biện cho rằng anh đã hoạt động y khoa mà không có bằng cấp và đã nhiều lần đã có việc làm không thỏa đáng để vận động đạt được những đánh giá tích cực cho những cuốn sách của mình trên Amazon.

## Thời thơ ấu
William kể rằng anh đã học được những kiến thức thông qua việc kết nối với một "Linh hồn" kể từ khi anh bốn tuổi. Anh tuyên bố đã chẩn đoán chính xác bệnh ung thư phổi của bà mình, và thường xuyên chữa bệnh cho các thành viên gia đình và bạn bè trong suốt thời thơ ấu.

## Sự nghiệp
William sử dụng thuật ngữ "Chuyên gia y học tâm linh" để mô tả bản thân. Anh đã xuất bản 6 cuốn sách, và đã được xuất hiện trên danh mục sách bán chạy của New York Times. Anh đồng thời là cây viết cho trang Goop của nữ diễn viên Gwyneth Paltrow, và được xem như một "chuyên gia uy tín" của trang này Anh có gần 3 triệu người theo dõi trên tài khoản Instagram và có 3.5 triệu người theo dõi trên trang tại thời điểm năm 2021.
Website của anh chứa đường dẫn môi giới tới ít nhất 177 sản phẩm trên Amazon, gồm nhiều thực phẩm chức năng. Theo các tuyên bố miễn trừ trách nhiệm pháp lý trên website của anh và các bài viết trên Goop, William không có bằng cấp đào tạo nào về khoa học hay y khoa. Anh cũng đồng thời khuyến cáo rằng các lời gợi ý của anh không nên được nghe theo để thay thế các khuyến nghị y tế. William thường được giới báo chí truyền thống mời phỏng vấn, nhưng anh không thường xuyên tương tác với các phóng viên.

## Tuyên bố và hành động

### Kết nối ngoại cảm và các thiên thần
William tuyên bố rằng việc kết nối với Linh hồn của anh thông qua việc lắng nghe một giọng nói từ bên ngoài, cạnh tai phải. Sự liên liên kết giữa anh và Linh hồn cho anh khả năng quét cơ thể và xác định các vị trí bị tắc nghẽn, nhiễm bệnh, các vấn đề trong quá khứ, thậm chí cả các mảnh mang theo kiến thức từ Linh hồn. Sự hỗ trợ từ Linh hồn này giúp anh ta chẩn đoán bệnh và năng lực điều trị.
Trong cuốn sách Thực phẩm thay đổi cuộc sống, anh dành hẳn một chương để nói về các thiên thần. Anh giải thích rằng anh tin vào sự tồn tại của mười hai thiên thần với những cái tên khác nhau như Thiên thần Trù phú. Anh khuyến khích mọi người cầu nguyện tên của các thiên thần để nhận được sự che chở giúp đỡ ở từng hoàn cảnh khác nhau.

### Ung thư và virut Epstein-Barr

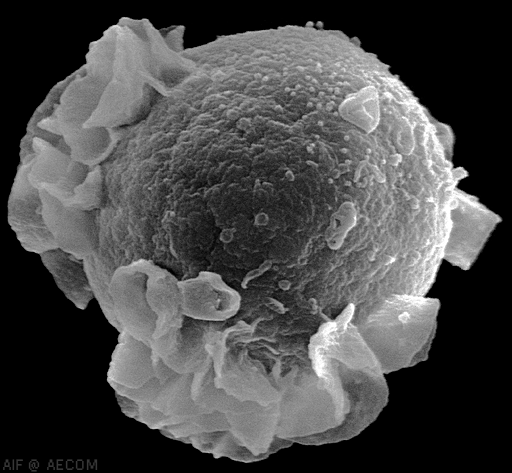
Virut Epstein-Barr

Một trong những vấn đề sức khỏe mà William thường xuyên chẩn đoán nhất là bệnh mãn tính gây ra bởi virut Epstein–Barr, và anh cho rằng có thể chữa khỏi bằng vitamin B12 mà Linh hồn chỉ dẫn sử dụng cùng với uống lượng lớn nước ép cần tây. Anh khẳng định rằng virut có thể lây truyền từ mẹ sang con trong thai kì. Tuy nhiên bằng chứng khoa học cho thấy loại virut này chủ yếu lây truyền qua nước bọt.
Trên trang Goop, William nói rằng "chín-mươi-tám phần trăm các bệnh ung thư đều được gây ra bởi một loại virut cùng với ít nhất một loại độc tố". Anh chỉ ra thủ phạm của nhiều bệnh ung thư là virut Epstein-Barr, bao gồm "ung thư vú, ung thư gan, hầu hết mọi loại ung thư phổi, ung thư tụy, ung thư đại trực tràng, ung thư tuyến tiền liệt, các bệnh ung thư cơ quan sinh sản ở phụ nữ, ung thư máu, và rất nhiều loại ung thư khác." William tin tưởng chắc chắn rằng bệnh ung thư mà loài người đang phải đối mặt ngày nay đã bắt đầu bùng phát mạnh mẽ kể từ thời Cách mạng công nghiệp. Anh cho rằng bệnh ung thư không có yếu tố gene, mặc dù các chứng cứ khoa học cho thấy điều ngược lại. William cũng giữ quan điểm cho rằng virut Epstein-Barr là nguyên nhân gây nên trên 95% các vấn đề của tuyến giáp, tuy nhiên không có bất kỳ bằng chứng khoa học nào đến thời điểm này ủng hộ quan điểm của anh.
Theo Trung tâm kiểm soát và phòng ngừa dịch bệnh Hoa Kỳ, hiện nay không có bất kỳ bằng chứng khoa học đáng tin cậy nào ủng hộ ý kiến của William cho rằng virut Epstein-Barr gây ra ung thư phổi. Hiệp hội Ung thư Mỹ đưa ra thông tin rằng virut Epstein-Barr có sự liên hệ với U lymphô Hodgkin hay một số loại ung thư dạ dày, tuy nhiên điều này vẫn còn đang được xem xét.

### Thức ăn và chế độ ăn uống
Trong cuốn sách Thực phẩm thay đổi cuộc sống, anh coi "hoa quả, rau, thảo mộc và gia vị" là Bộ tứ thần thánh. Anh đã viết:
Bởi vì chúng mọc lên từ bề mặt trái đất và được đắm mình dưới ánh nắng và bầu trời ngày qua ngày kể từ khi chúng hình thành, chúng có sự liên kết mật thiết với năng lực thần thánh của thiên nhiên. Chúng không chỉ bao gồm những nhân tố dinh dưỡng cơ bản của sự sống giúp chúng ta tồn tại. Chúng còn chứa đựng trí tuệ của Mẹ Trái Đất và thiên đường mà chúng ta thực sự cần.

Trái ngược với Bộ Tứ Thần Thánh, anh đưa ra Bộ Tứ Ma Quỷ, bao gồm phóng xạ, kim loại nặng độc hại, sự bùng phát của virut, và thuốc trừ sâu DDT. Anh nói rằng chúng "hủy hoại cơ thể chúng ta, khiến chúng ta tự chất vấn về ý thức của bản thân mình, và đẩy xã hội con người tới bờ sụp đổ."
William nói rằng có hai loại Nước Sống. "Nước hoạt hóa sinh học Hydro" được tìm thấy trong Bộ Tứ Thần Thánh và có ích với cơ thể con người hơn nước thông thường. Anh nói rằng có một nhân tố đồng thời tồn tại trong nước mà "chứa tri thức có thể giúp chúng ta khôi phục linh hồn của bản thân và hỗ trợ xúc cảm của chúng ta."
Anh đồng thời xác định sáu loại thực phẩm mà theo anh đe dọa cuộc sống. Anh  cho rằng sữa làm suy giảm gan; trứng dẫn tới sự bùng nổ của virut; ngô bị biến đổi gen nên không còn giá trị dinh dưỡng; lúa mỳ nuôi dưỡng các mầm bệnh; dầu hạt cải phá hủy niêm mạc dạ dày, mạch máu và tim; và các chất phụ gia thực phẩm được mô tả hoặc dán nhãn là có "hương vị tự nhiên" thực chất là một chất độc thần kinh gọi là MSG, chất này phá hủy các tế bào não và thần kinh theo thời gian.

### Nước ép cần tây

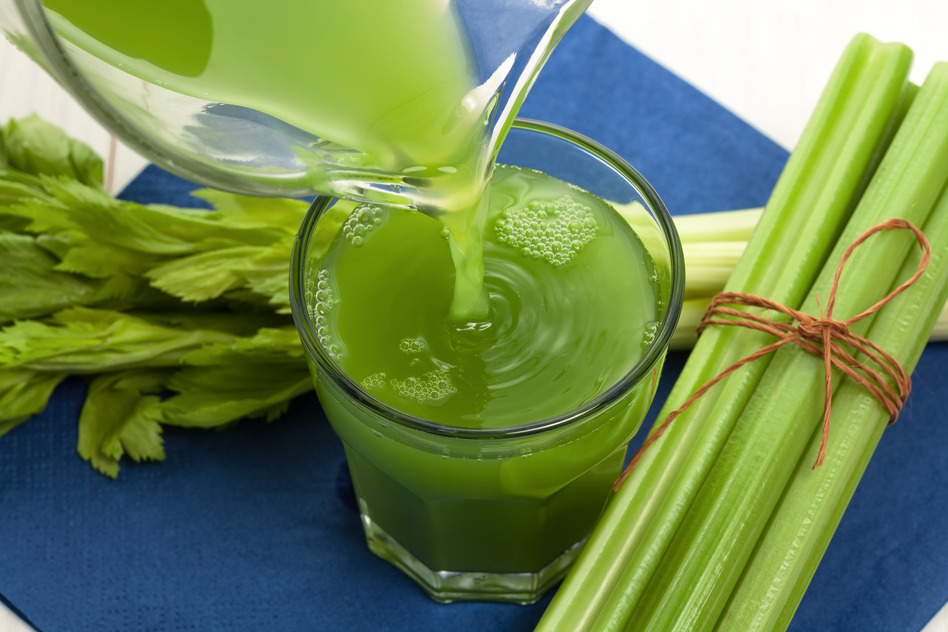
Nước ép cần tây

William là người khởi xướng chế độ ăn nước ép cần tây, và nghiên cứu báo chí cũng cho thấy mọi người đều tin rằng anh là người khởi nguồn chính của ý tưởng ngày. William tin rằng "lời lý giải khoa học cho khả năng chữa lành của nước ép cần tây vẫn chưa được khám phá ra." Tới nay, chưa có một lời tuyên bố nào của William có thể được chứng minh khoa học.
William khẳng định rằng nước ép cần tây có tính chất y dược. Anh cho biết nó có thể "nâng cao năng lượng," giảm đầy hơi, giúp "trí óc minh mẫn hơn," và thậm chí có thể giúp cải thiện tình hình đau đầu và lo lắng. Loại nước ép này có khả năng cực kỳ hiệu quả trong giữu cho cơ thể đủ nước, "giảm viêm và duy trì hệ vi sinh vật." Anh gọi nó là "loại nước ép thần kỳ" và "một trong những loại nước có tác dụng chữa bệnh vĩ đại nhất mọi thời đại." Không có tuyên bố nào trong số những tuyên bố này được chứng minh bởi khoa học và không có chuyên gia dinh dưỡng hoặc thành viên của cộng đồng y tế ủng hộ những tuyên bố này.
Trong một cuộc phỏng vấn với tờ báo Evening Standard của Anh, William mô tả các chuẩn bị nước ép cần tây. Anh nói nước ép cần tây có "năng lực chữa lành" và giải thích rằng quy trình chuẩn bị rất phức tạp.
Bạn phải chiết xuất nó như một loại thảo mộc. Nó cũng giống như trà, bạn không lấy các túi trà và ném chúng vào máy xay sinh tố - có một sự nhầm lẫn lớn về điều này... Đây là một chiết xuất thảo dược. Khi bạn ép cần tây, bạn đang tạo ra một loại thuốc bổ, nó giống như trà xanh.

William giải thích rằng loại nước ép này phải nguyên chất, vì vậy không được phép vắt thêm nước chanh hoặc hỗn hợp các loại rau củ khác. Nước ép nên được uống khi bụng đói và uống trước tiên vào mỗi buổi sáng. Anh khuyên mọi người khi mới bắt đầu nên uống chính xác 16 ounce nước ép cần tây và dần nâng lên đến 32 ounce, hai lần một ngày. Anh nói rằng nó nên được uống ít nhất 15–20 phút trước khi ăn các loại thực phẩm khác.
Amanda Mull, của tạp chí The Atlantic, đã phỏng vấn hai chuyên gia dinh dưỡng về lợi ích của nước ép cần tây. Họ đồng ý rằng cần tây là một món ăn nhẹ lành mạnh và có một số bằng chứng cho thấy cần tây có thể có lợi cho việc kiểm soát huyết áp, nhưng những lợi ích này được nhận thấy khi bệnh nhân ăn cả cuống. Một chuyên gia dinh dưỡng nhận xét, "không có một loại thực phẩm nào có thể chữa khỏi bệnh ung thư, chứng viêm nhiễm hoặc các bệnh khác, vì vậy đừng tin vào những lời quảng cáo bạn thấy và nghe trên Instagram."
Chuyên gia dinh dưỡng và nhà dinh dưỡng học, Marika Day, nói về tuyên bố về nước ép cần tây của William:
Không có bằng chứng khoa học hoặc nghiên cứu nào chứng minh điều này. Không có nghiên cứu khoa học nào đằng sau [trào lưu], và cũng không có bằng chứng nào chứng minh rằng nó có những điều đã được tuyên bố. Theo tôi, điều đó khiến mọi người tin rằng họ cần hoặc nên làm điều gì đó, rằng bệnh của họ là lỗi của họ và nếu họ không làm điều gì đó (tức là uống nước ép cần tây), thì họ đang thất bại.

Nhà dinh dưỡng học Rhiannon Lambert ở Harley Street cũng cân nhắc chỉ ra rằng chất xơ là một phần quan trọng của chế độ ăn, và chất xơ này bị mất đi trong quá trình ép nước. Cô ấy nói rằng hiện tại không có bằng chứng kỳ diệu hơn những "tuyên bố kỳ diệu này", trái lại, đây chỉ là những thông tin mang tính truyền miệng. Chuyên gia dinh dưỡng người Úc Stefanie Valakas, khi được phóng viên news.com.au phỏng vấn, cũng nói rằng không có bằng chứng cho những tuyên bố về sức khỏe này và rằng các lợi ích từ chất xơ của cần tây đều bị mất đi trong quá trình ép. Cả hai đều nhận xét rằng một người có khả năng nhận được lợi ích dinh dưỡng như nhau khi uống một cốc nước và ăn một chế độ cân bằng.
Mặc dù hầu hết các chuyên gia y tế đồng ý rằng tác hại tiềm ẩn khi thêm nước ép cần tây vào chế độ ăn uống là rất ít, nhưng vẫn có khả năng xảy ra phản ứng tiêu cực với một số loại thuốc nhất định. Cần tây chứa Vitamin K, có thể ảnh hưởng đến các loại thuốc, chẳng hạn như thuốc chống đông máu Warfarin, nếu đột ngột uống 1 lượng lớn nước ép. Ngoài ra còn có nguy cơ tiềm ẩn đầy hơi và tiêu chảy đối với những người bị Hội chứng ruột kích thích.
Ginger Hultin, một chuyên gia dinh dưỡng và là người phát ngôn của Academy of Nutrition and Dietetics, bình luận về hiện tượng nước ép cần tây, cảnh báo rằng việc cố gắng chống lại bệnh tật như nhiều người ủng hộ nước ép cần tây đã làm là rất nguy hiểm.
Chuyên gia dinh dưỡng Carrie Dennett đã chỉ ra rằng William không được đào tạo về y tế và mặc dù có nghiên cứu đã xác nhận lợi ích kháng viêm từ các chất phytochemical được phân lập trong cần tây, nhưng không có nghiên cứu nào ủng hộ những tuyên bố nổi tiếng của William về cần tây.

### Khác
William cũng tuyên bố rằng vô sinh có thể điều trị được bằng các phương pháp như "hình dung sáng tạo, thiền đi bộ và các bài tập thở", sẽ "thu hút ánh sáng trắng vào các cơ quan sinh sản."

## Tranh cãi và chỉ trích

### Goop
Trong một bài báo điều tra trên tạp chí Inverse vào tháng 1 năm 2018, công ty Goop của Gwyneth Paltrow đã bị chỉ trích vì đăng các bài viết của William và coi anh ta là "chuyên gia đáng tin cậy" của họ mặc dù anh ta thiếu chứng chỉ y tế.

### Vận động đánh giá trên Amazon
Jonathan Jarry, thuộc McGill Office for Science and Society, lập luận rằng một số giải thưởng của William không phải tự nhiên mà đạt được. anh ấy chỉ ra rằng để đổi lấy những đánh giá tích cực về sách trên Amazon, William đã mời mọi người tham gia một cuộc thi trong đó người tham gia có thể giành được sách có chữ ký, tư vấn riêng và vé xem chương trình trực tiếp.
Rae Paoletta, của tạp chí Inverse, nhận thấy rằng nhà xuất bản của William, Hay House, đã tiến hành quay thưởng và trao giải cho những ai đã viết bài đánh giá trên Amazon hạng mục "sách truyền cảm hứng nhất" cho cuốn sách năm 2015 của William có tựa đề "Cơ thể tự chữa lành." Theo Paoletta, "khi Inverse hỏi Amazon về cáo buộc mua chuộc đánh giá sách tích cực, một người phát ngôn xác nhận trang thương mại điện tử sẽ điều tra các cáo buộc nói trên."

### Hành nghề y khoa không có giấy phép
Jarry cũng lập luận rằng William đang hành nghề y mà không có giấy phép. Tại bang Florida, nơi William đang hoạt động, định nghĩa về hành nghề y khoa như sau:
'Hành nghề y khoa' có nghĩa là chẩn đoán, điều trị, phẫu thuật hoặc kê đơn cho bất kỳ tình trạng nào ở người bao gồm bệnh tật, đau, thương tích, dị dạng hoặc các tình trạng thể chất hoặc tinh thần khác.

Trên các chương trình phát thanh của William, anh cho phép người hâm mộ gọi điện và mô tả các triệu chứng của họ. Anh ấy thực hiện "quét" với thiên thần chỉ dẫn của mình, và sau đó đưa ra lời khuyên cho người thực hiện cuộc gọi, gợi ý những việc như loại bỏ một số nhóm thực phẩm nhất định, uống vitamin B12 hoặc làm nước ép cần tây để thanh tẩy. Jarry lập luận rằng điều này phù hợp với định nghĩa "hành nghề y" tại trích yếu đã nói ở trên.
Jarry cũng mô tả trường hợp của một người phụ nữ đã được chẩn đoán mắc một căn bệnh về máu nghiêm trọng mà William và "Linh hồn" không thể phát hiện ra sáu tháng sau khi được William "quét" trên một chương trình truyền hình và được "Linh hồn" cho biết là hoàn toàn khỏe mạnh.

### Khác
Jennifer Gunter, một chuyên gia sản phụ khoa đến từ San Francisco, cũng là người đã từng chỉ trích Goop trong quá khứ, đã phát biểu như sau về William:
Quảng bá Chuyên gia y học tâm linh không khác gì quảng bá các quan điểm chống lại vắc xin hoặc thanh tẩy hoặc thuốc xổ cà phê. Điều tối thiểu là mọi người sẽ lãng phí tiền bạc, nhưng có nhiều nguy cơ tiềm tàng đối với các liệu pháp chính thống được khuyến nghị và sự chậm trễ chẩn đoán.

Harriet Hall cho rằng "Hệ thống niềm tin của William không có nền tảng là thực tế hay khoa học." Bà nhận xét rằng không có bằng chứng nào ủng hộ sự chỉ dẫn thần thánh trong các tuyên bố của William.